# Tarazona
Tarazona ist eine Kleinstadt und Hauptort einer Gemeinde (municipio) mit 10.803 Einwohnern (Stand: 2024) in der spanischen Provinz Saragossa der Autonomen Gemeinschaft Aragonien. Die Stadt ist der Sitz der römisch-katholischen Diözese von Tarazona. Die Altstadt ist als Kulturgut (Bien de Interés Cultural) in der Kategorie Conjunto histórico-artístico anerkannt.

## Lage und Klima
Der Ort Tarazona liegt am Río Queiles ca. 12 km (Luftlinie) nordöstlich der maximal ca. 2315 m hohen Sierra de Moncayo und etwa 86 km (Fahrtstrecke) nordwestlich der Provinzhauptstadt Saragossa nahe der Grenze zur altkastilischen Provinz Soria und zu den Autonomen Regionen Navarra und La Rioja in einer Höhe von ca. 480 bis 500 m; die sehenswerte Kleinstadt Borja befindet sich ca. 22 km südöstlich. Das Klima ist gemäßigt bis warm; Regen (ca. 465 mm/Jahr) fällt mit Ausnahme der eher trockenen Sommermonate übers Jahr verteilt.

## Bevölkerungsentwicklung
| Jahr      | 1857  | 1900  | 1950   | 2000   | 2019   |
| Einwohner | 8.440 | 8.790 | 12.054 | 10.416 | 10.533 |

Während infolge der Mechanisierung der Landwirtschaft, der Aufgabe bäuerlicher Kleinbetriebe und des daraus resultierenden Verlusts von Arbeitsplätzen die Landbevölkerung in der 2. Hälfte des 20. Jahrhunderts stetig zurückging (Landflucht), blieb die Bevölkerungszahl der Kleinstadt weitgehend stabil.

## Wirtschaft
Jahrhundertelang lebten die Bewohner des Ortes direkt oder indirekt als Selbstversorger oder als Händler, Handwerker und Dienstleister von der Landwirtschaft in den Dörfern der Umgebung, zu der auch die Viehhaltung gehörte. Im 19. und 20. Jahrhundert wurde Tarazona zu einem wichtigen Hersteller von Streichhölzern und Textilien, die jedoch Opfer eines seit den 1980er Jahren andauernden Strukturwandels wurden. Heute spielen Obstbaumplantagen und Weinbau in der Umgebung sowie der Tourismus wesentliche Rollen im Wirtschaftsleben des Ortes; es werden auch Ferienwohnungen (casas rurales) vermietet.

## Geschichte
Während der römischen Kaiserzeit war das ehemalige Turiaso eine prosperierende Stadt, deren männliche Einwohner spätestens seit dem Jahr 212 das volle römische Bürgerrecht besaßen. Das Bistum Tarazona entstand bereits im 5. Jahrhundert. Im 8. Jahrhundert drangen arabisch-maurische Heere bis ins obere Ebro-Tal vor; um das Jahr 1120 wurde die Gegend von Alfons I. von Aragón zurückerobert (reconquista) und Tarazona erneut zum Sitz eines Bistums gemacht. Im weiteren Verlauf des Mittelalters erhielt die Stadt durch ihre Lage an der Grenze von Kastilien, Navarra und Aragonien eine enorme strategische Bedeutung. Im 14. Jahrhundert war sie neun Jahre lang von kastilischen Truppen besetzt (Guerra de los Dos Pedros); dabei wurde die Kathedrale, insbesondere ihr ursprünglich romanischer Kreuzgang, beschädigt.
Während des späten Mittelalters und in der frühen Neuzeit bestand die Stadtbevölkerung aus Christen, Juden und Muslimen. Die muslimische Präsenz kann in der lokalen Architektur erlebt werden, die Kathedrale wurde später im Mudéjar-Stil umgebaut. Die Stadt erlitt eine tiefe Krise, als in den Jahren nach 1610 die „Moriscos“ aus Aragonien vertrieben wurden.
Von 1822 bis 1833 gehörten die Stadt und ihr Umland zur neugeschaffenen Provinz Logroño, also zur Region La Rioja.

## Sehenswürdigkeiten

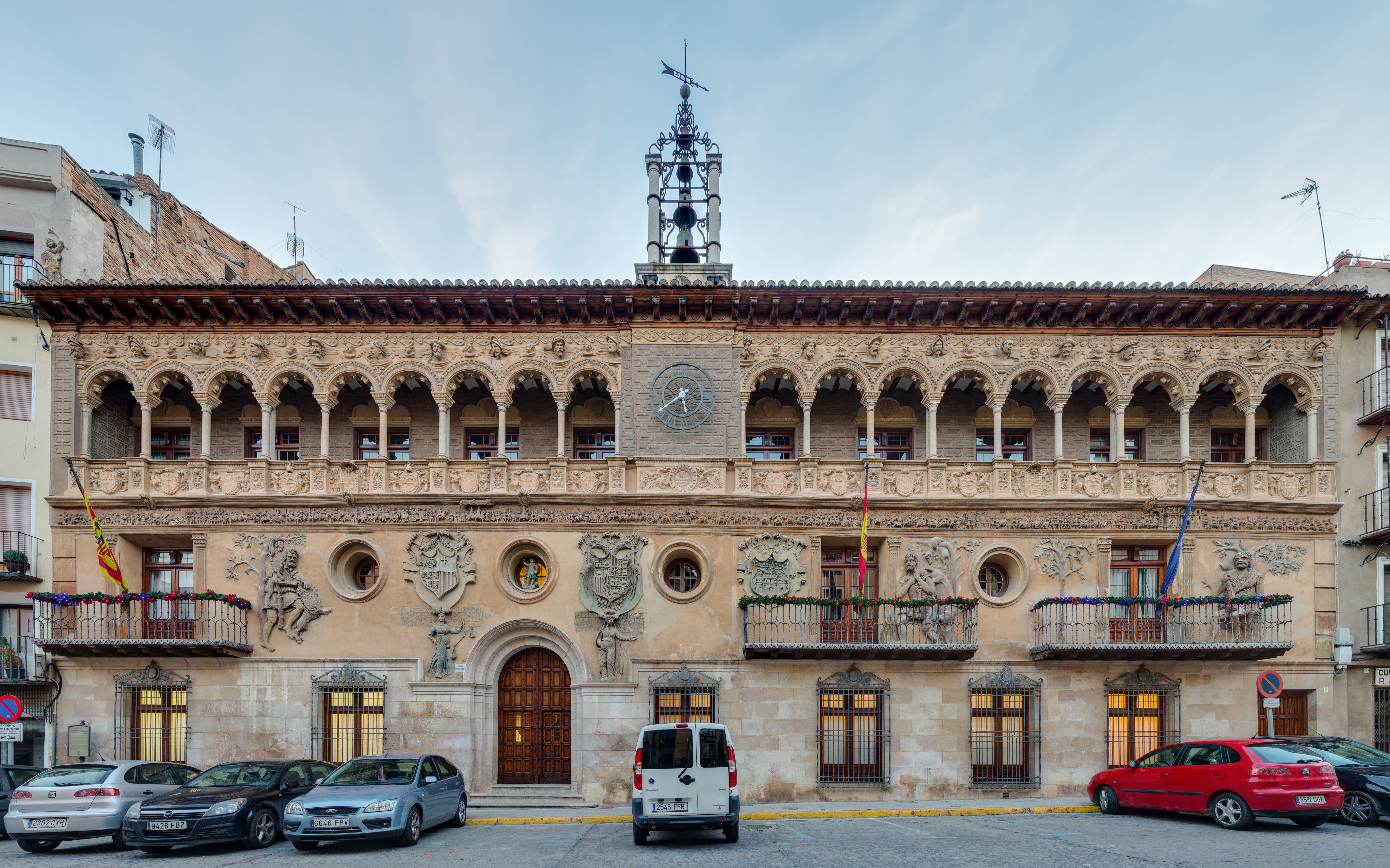
Rathaus (Casa consistorial)

Die Kleinstadt verfügt über zahlreiche Monumente aus den verschiedenen Epochen der Stadtgeschichte:
- Mit dem Bau der im französischen gotischen Stil gestalteten Kathedrale von Tarazona wurde im 12. Jahrhundert begonnen. Sie wurde im Jahr 1232 geweiht, später jedoch wiederholt ergänzt. Der Ziegelstein-Turm stammt aus dem 16. Jahrhundert.
- Zahlreiche weitere Kirchen und Konvente zeugen von der Bedeutung der Römisch-katholischen Kirche im Mittelalter und in der frühen Neuzeit. Die Iglesia de la Concepción de Nuestra Señora hat einen außergewöhnlich dekorativen Mudéjar-Turm.
- Das dreigeschossige Rathaus (Casa consistorial) hat seinen Sitz in der ehemaligen Warenbörse (lonja), einem imposanten Renaissancebau mit Balkonen und einer Loggia im Obergeschoss. Auf dem Flachdach ist ein Glockenkäfig angebracht.
- Die im späten 18. Jahrhundert auf achteckigem Grundriss erbaute Stierkampfarena (Plaza de Toros) ist eine der ältesten Spaniens.

## Städtepartnerschaften
- Seit 1993 besteht eine Städtepartnerschaft zwischen Tarazona und der französischen Stadt Orthez in Aquitanien.

## Persönlichkeiten
- Prudentius von Tarazona (um 550–um 610), Bischof von Tarazona und Heiliger
- Attila von Zamora (um 850–nach 920), erster Bischof von Zamora
- Antonio Guarás (1520–1579), von 1571 bis 1578 Botschafter Philipps II. bei Elisabeth I. von England
- Francisco Martínez Soria (1902–1982), Schauspieler